# Порос (приток Томи)
Поро́с — река в Обь-Томском междуречье, левый приток Томи.
Длина — 57 км, площадь водосбора — 544 км². Ширина русла у села Рыбалово достигает 2-7 м на перекатах, 6-8 м на плёсах. Глубины, соответственно, составляют 0,2 м и 0,3-0,7 м. В нижнем течении у села Быково меженная ширина русла Пороса составляет 5-10 м и 10-12 м на плёсах.
Исток реки находится на границе Томского и Кожевниковского районов, в районе села Киреевск. Река течёт на северо-восток, на ней находятся населённые пункты Верхнее Сеченово, Лаврово, Рыбалово, Берёзкино, Зоркальцево, Поросино, Борики, Коломино, Быково. В Томь Порос впадает ниже Северска, в районе острова Чернильщиковский.
Притоки — реки Уптала и Куртук. В районе населённых пунктов Верхнее Сеченово, Лаврово и Поросино река перегорожена плотинами, устроены пруды.
Вдоль реки расположены несколько ботанических памятников природы: Кудринский кедровник, Зоркальцевский припоселковый кедровник, Верхне-Сеченовский кедровник, Нижне-Сеченовский кедровник.

## Данные водного реестра
По данным государственного водного реестра России относится к Верхнеобскому бассейновому округу, водохозяйственный участок реки — Томь от г. Кемерово до устья, речной подбассейн реки — бассейны притоков (Верхней) Оби до впадения Томи. Речной бассейн реки — (Верхняя) Обь до впадения Иртыша.